# 続・おんな番外地
『続・おんな番外地』（ぞく・おんなばんがいち）は、1966年公開の日本映画。主演：緑魔子、監督：小西通雄。東映東京撮影所製作、東映配給。白黒映画。

## 概要
緑魔子主演による「おんな番外地シリーズ」第二弾。脚本は三作とも舟橋和郎だが、監督は第一作が村山新治、二作目、三作目は小西通雄。前作『おんな番外地 鎖の牝犬』で刑期を終え、出所した主人公が前科者の烙印のため、職に就けず、結局男たちの欲望の餌食にされてしまうという「夜の青春シリーズ」同様、反社会的な内容。第一作は禁男の獄舎における同性愛を描いたが、本作は転落の青春を描いている。

## キャスト
- 平山妙子：緑魔子
- 吉井郁子：城野ゆき
- 小野照代：若水ヤエ子
- 野坂フミ：清川玉枝
- 松尾千代：浦辺粂子
- 若井桃子：春川ますみ
- 倉橋トミ子：弓恵子
- 長谷川貞夫：今井健二
- 久保：中北千枝子
- 岸本：荒木道子
- 加賀昌代：谷本小代子
- 堀光枝：三界りえ子
- 篠崎マツ：桧有子
- 古河茂子：樋口かずみ
- 峰川看守：竹村清女
- 三宅：春日千里
- 看守：伊藤慶子
- 竹内：高橋とよ
- 丹羽：山本緑
- 石井：志麻ひろ子
- 川口峰子：水木梨恵
- 桜田不二子：原知佐子
- 三上映子：安城由貴子
- 奥村：沢彰謙
- 奥村淳子：利根はる恵
- 黒江：田中春男
- ユカ：天野世津子
- 池亀：由利徹
- 里見：相馬剛三
- ミカ美容院見習生：田沼瑠美子
- じゅん美容室見習生：佐々木梨里
- 手相見：玉川良一
- 女中の少女：片山由美子
- 流し：水城一狼
- テレビアナウンス：都健二

## スタッフ
- 監督：小西通雄
- 脚本：舟橋和郎
- 企画：園田実彦・吉田達
- 撮影：星島一郎
- 音楽：冨田勲
- 美術：北川弘
- 編集：長沢嘉樹
- 録音：渡辺義夫
- スチル：田中真紀夫
- 照明：梅谷茂

## 製作

### 撮影
1966年4月に東京渋谷で深夜ロケがあり、緑魔子がスリップ一枚で往来を走り回るシーンの撮影が行われた。緑は「次回作でツルゲーネフの『初恋』の主演をやらせると言われているから、少しは会社の言うことを聞かないとね」とインテリらしい話をした。
東映東京が女囚入浴シーンのエキストラを募るため「一日、7,000円、ただし、裸に近い状態になっていただきます。勇気ある女性募集」という小さな記事を、ほんの試みで出したところ、翌日から東映に一日平均50人くらいの女性から問い合わせが殺到。「入浴シーンではほとんど全裸ですよ」と説明すると諦める女性も多かったが「アルバイトですから構いません」「家庭の主婦だからハダカは大丈夫」と自薦組が多数で、ギャラ目当てが大半であったが、多かったのが20代の主婦。また"第二の緑魔子"を狙う10代の若い子もいた。一応30人に絞り撮影所に集合させたが、中には上流家庭の若奥様風の女性がいて、作品イメージに適合せず、「あなたはお出にならない方がいいでしょう」と帰らせた。結局、主婦6人、女子大生3人、無職3人を採用し1966年4月8日に大泉撮影所で入浴シーンの撮影が行われた。完全なヌードシーンも含まれたが、夫や親御さんにバレても困るだろうと顔は映さず、背中のシーンだけの撮影に配慮した。　

## 作品の評価
『週刊平凡』は「前科者というレッテルのためにどんなに頑張っても更生できない女の話。それも彼女が悪いためだけでなく、周囲の人間が彼女を泥沼に押し込んでしまうのだから全くどうしようもない。緑魔子はそういう役にピッタリの感じで、内容は月並みな女性転落哀話だが、彼女には、こいつならまだまだ頑張って生き抜いていくだろうと思わせるシンの強さがある。平凡な作品だが彼女だけはいいと思う」などと評した。

## 同時上映
『関東やくざ嵐』
- 原作：青山光二 / 脚本：宮川一郎・小沢茂弘 / 監督：小沢茂弘 / 主演：鶴田浩二
- 『関東』シリーズ第5弾。